# アレグザンダー・ファーラッツォ
アレグザンダー・ファーラッツォ（英語: Alexander Ferlazzo、1995年4月3日 - ）は、オーストラリアのリュージュ選手。

## 経歴
1995年4月3日、オーストラリアのクイーンズランド州タウンズビルに生まれた。
ファーラッツォにとって初の国際大会となる2012年インスブルックユースオリンピックにリュージュ競技男子1人乗りで出場し、25位中19位の成績を残した。その後オーストラリアの代表選を勝ち抜いて2014年ソチオリンピックのリュージュ競技に出場、全体の33位となった。続く2018年平昌オリンピックのリュージュ競技にもオーストラリア代表として出場し、前回よりも順位をあげる28位で終えている。